# Liverpool Arena
«Ливерпуль Арена» (англ. Liverpool Arena, также известная как M&S Bank Arena, ранее — Echo Arena) — многофункциональная крытая арена, расположенная в центре Ливерпуля. Принимает музыкальные, спортивные и развлекательные мероприятия. Вместимость арены составляет от 7513 до 10600 человек, в том числе места в ложах.

## История
Арена была открыта 12 января 2008 года и изначально называлась «Echo Arena». Церемония открытия была посвящена избранию Ливерпуля Культурной столицей Европы. С момента открытия арену посетили более 7 миллионов человек на более чем 3800 мероприятиях, также она принесла местной экономке прибыль в размере 1,4 миллиарда фунтов стерлингов.
В ноябре 2018 года было объявлено о переименовании арены в «M&S Bank Arena» в рамках спонсорского соглашения с «M&S Bank». Переименование официально произошло 7 января 2019 года, при этом было сохранено партнёрство с «Liverpool Echo».
Вечером 31 декабря 2017 года произошло возгорание в расположенном рядом с ареной многоэтажном гараже на 1 600 мест. Из-за пожара была отменена международная выставка лошадей, проходившая на арене. Животные, находившиеся на первом этаже гаража, были эвакуированы; никто не пострадал.

## Мероприятия

### Развлекательные
На арене проводятся различные развлекательные мероприятия, в том числе церемония награждения MTV Europe Music Awards 2008. «Ливерпуль Арена» принимала концерты Кайли Миноуг, Пола Маккартни, Бейонсе и других исполнителей.
7 октября 2022 года BBC и Европейский вещательный союз (EBU) объявили, что стадион примет песенный конкурс «Евровидение-2023» от имени страны-победительницы прошлого конкурса — Украины, откуда он был перенесён из-за проблем с безопасностью, вызванных вторжением России на Украину. Конкурс состоял из двух полуфиналов 9 и 11 мая и финала 13 мая 2023 года. «Евровидение» в 9-й раз прошло в Великобритании, впервые с 1998 года.

### Спортивные
На «Ливерпуль Арене» прошли несколько крупных спортивных соревнований. С 2008 по 2010 годы свои домашние игры на ней проводил баскетбольный клуб «Мерси Тайгерз». В течение нескольких лет на арене проходила Ливерпульская международная выставка лошадей, отменённая в 2021 году из-за пандемии COVID-19. В ноябре 2021 года «Ливерпуль Арена» должна была принять финал чемпионата мира по регби на колясках. Однако из-за пандемии COVID-19 мероприятие было сначала отложено, а затем перенесено в Манчестер.